# Propulsion humaine
 (août 2022).
- Si vous ne connaissez pas le sujet, laissez ce bandeau (vous pouvez alors contacter les auteurs).
- Si vous supprimez le contenu mis en cause (vous pouvez préalablement contacter les auteurs),

argumentez précisément cette suppression dans la page de discussion
(un manque de référence n'est pas un argument ; une recherche réelle de référence doit avoir été effectuée, être formellement documentée).

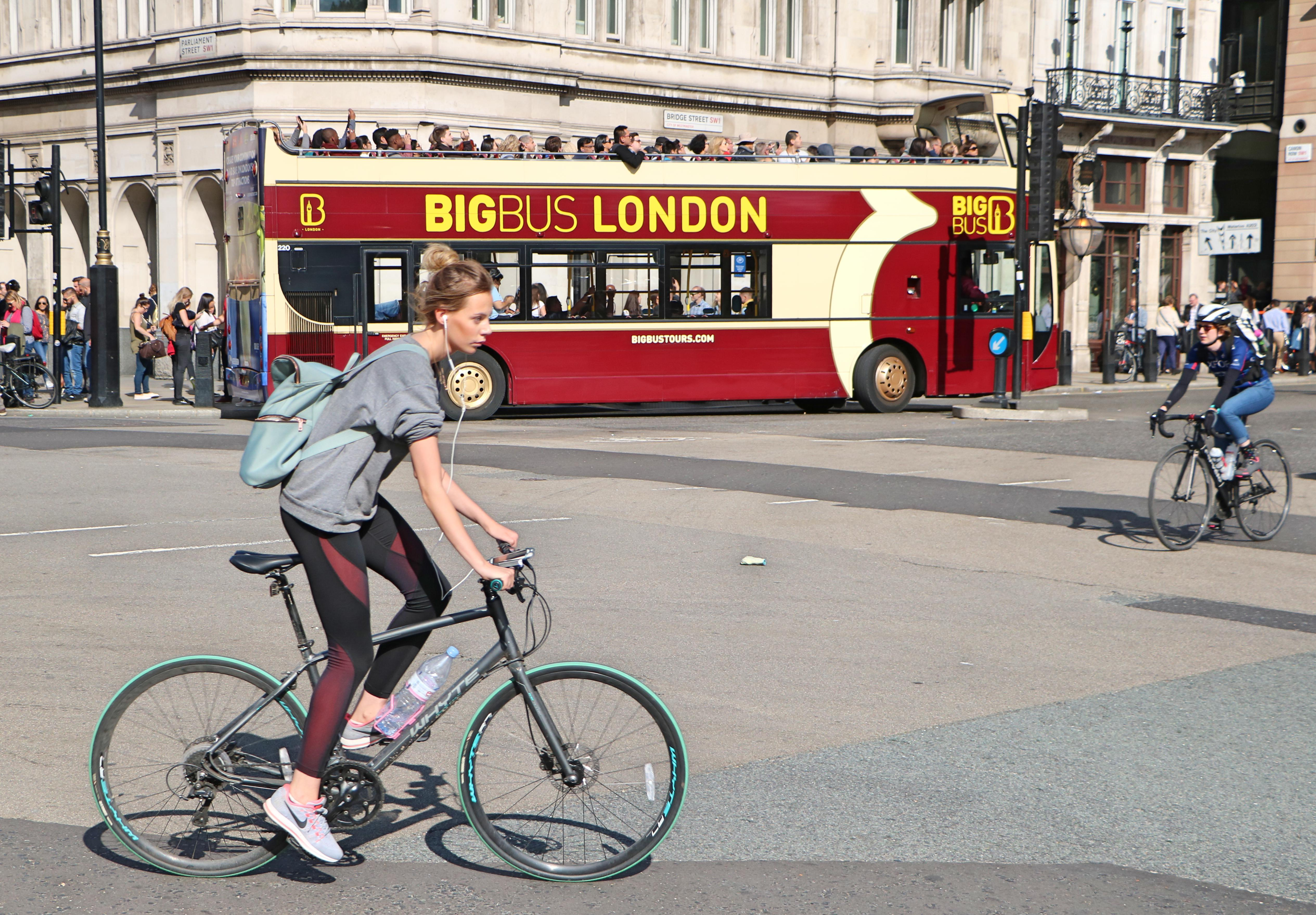
Vélos à Londres. La bicyclette est le véhicule à propulsion humaine le plus utilisé au monde.

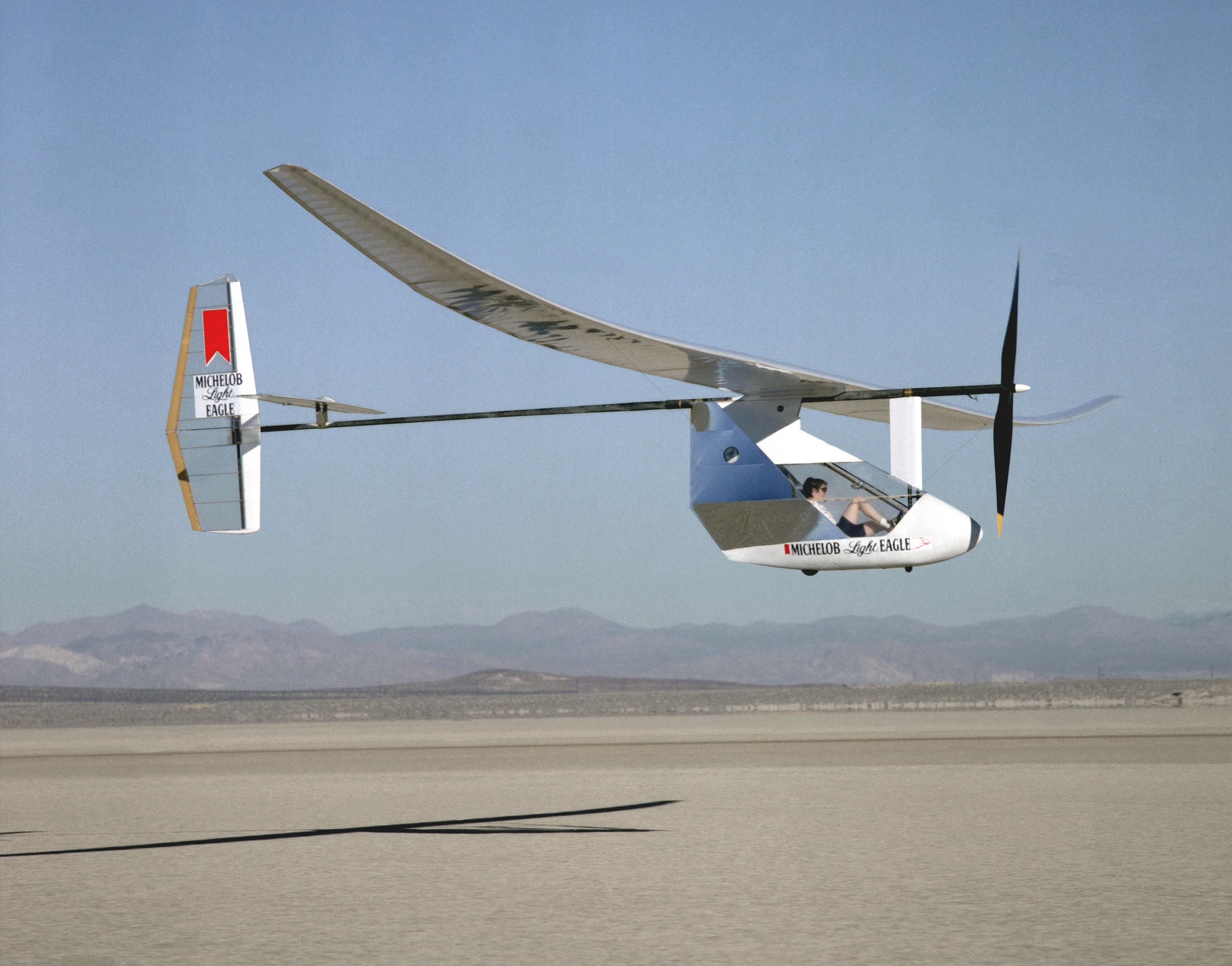
Avion à propulsion humaine.

La propulsion humaine est un moyen d'assurer le déplacement de personnes ou d'objets physiques en utilisant la force musculaire humaine.
Le transport par la force de l'homme recouvre les connaissances relatives aussi bien à la médecine, en ce qui concerne les muscles et la façon de s'en servir, qu'à la mécanique ou à la sécurité des déplacements.

## Historique
Comme la propulsion animale, la marche, la course ou la nage sont immémoriales.
Les véhicules à propulsion humaine se développent à la fin du XXe siècle[réf. nécessaire]. Dans les années 2010, le transport urbain de marchandises connaît à son tour un essor.
En 2013, lors de la compétition Igor I. Sikorsky, deux inventeurs canadiens présentent un modèle novateur d'hélicoptère à propulsion humaine,,.

## Avantages
La propulsion humaine est également une solution à la pollution atmosphérique et à la réduction des émissions de gaz à effet de serre, particulièrement en ville. En effet, les moteurs à combustion brûlent des carburants, produits le plus souvent à partir d'énergie fossile non renouvelable, et rejettent dans l'atmosphère des particules fines, des oxydes d'azote et du dioxyde de carbone. Ces gaz sont dangereux pour la santé et pour le climat. Si les rejets de particules fines ou d'oxydes d'azote ont été fortement réduits par les industriels motoristes, grâce aux normes d'émission successives, les rejets de dioxyde de carbone n'ont en revanche pas été significativement limités.

## Puissance
Un cycliste du Tour de France développe une puissance d'environ 200 watts. Un sportif de haut niveau entraîné peut, sur un pic de puissance de quelques secondes, fournir 1 000 watts. 
Les techniques successives ont permis de doter la propulsion humaine de rendements dont les performances rivalisent avec les véhicules motorisés. Ainsi les vélomobiles couchés carénés atteignent-ils depuis les années 2000 des vitesses de plus de 130 km/h. En 2018, le record de vitesse sur 200 m a été établi par le vélomobile Eta à 144,17 km/h,.

## Coût
Les véhicules à propulsion humaine coûtent entre moins d'un centime d'euro par kilomètre parcouru et 5 centimes par kilomètre[réf. nécessaire], selon les estimations. Ce coût inclut l'achat et l'amortissement d'un tel véhicule sur sa durée de vie estimée, comparée sur une distance moyenne parcourue en voiture pour un ressortissant d'un pays développé. La propulsion humaine constitue donc une économie d'énergie électrique ou fossile. 
Le coût annuel moyen est de l'ordre de 300 € (pour 5 000 km), à comparer à un coût annuel d'usage d'une automobile de 4 500 €[source insuffisante], mais un coût moyen contraint de l'ordre de 1 600 € pour les deux premiers quartiles de la population.

## Modes de propulsion humaine

### Sans véhicule
- Marche à pied
- Course à pied
- Natation
- Escalade

### Appareillés
- Patins à roulettes
- Ski
- Patins à glace
- Roller en ligne
- Skateboard
- Trottinette
- Plongée sous-marine
- Échasses
- Chaussures à ressorts[12]

### Véhiculés
Il existe un très grand nombre de véhicules différents aussi bien sur terre, sur mer, sous l'eau, que dans les airs, parmi lesquels :
- Hydrocycle (en)[13] (notamment à hélice[14]).
- Avion[15],[16]
- Ballon dirigeable[17]
- Hélicoptère[18]
- Hydroptère à propulsion humaine[19]
- Vélomobiles

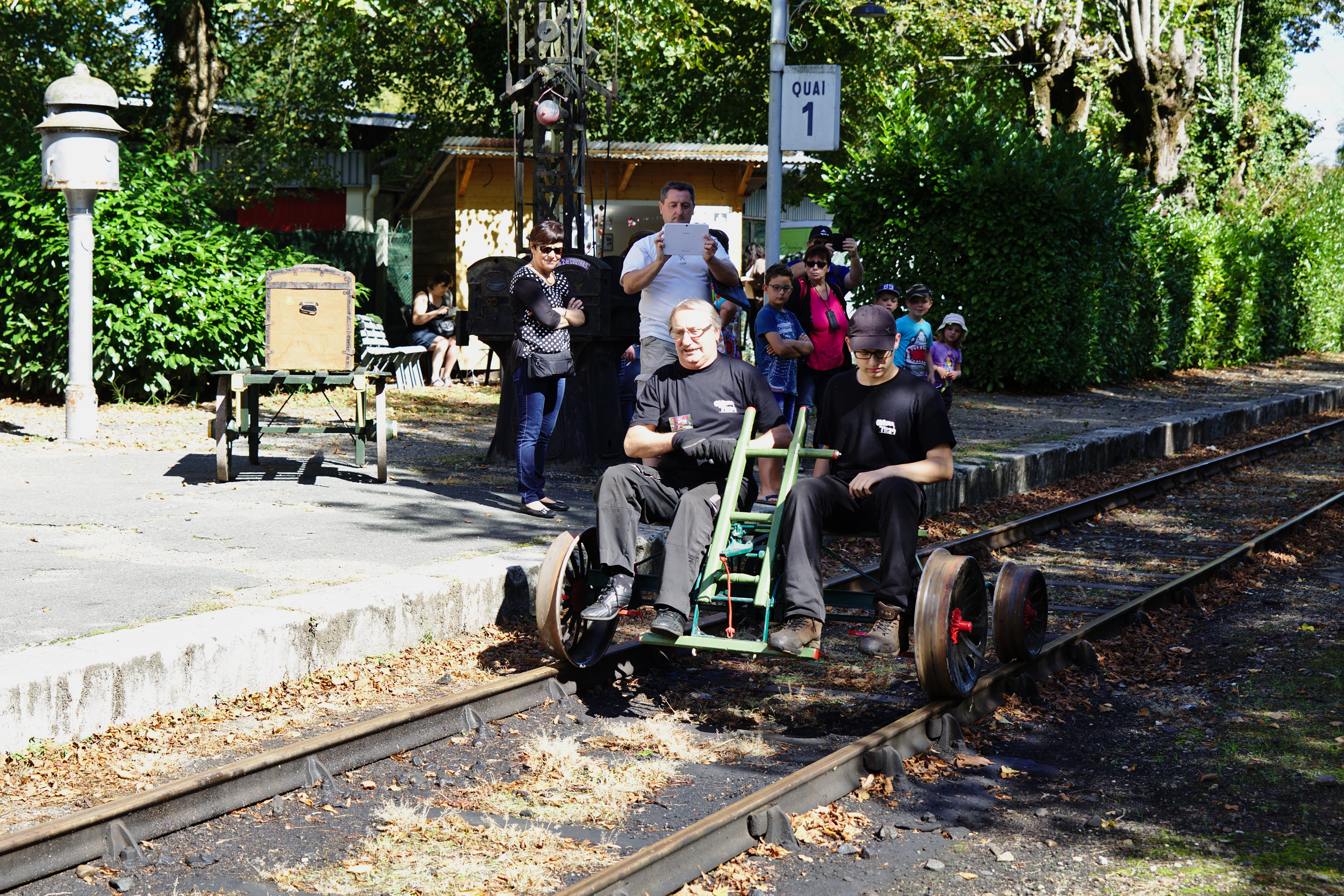
Draisine.
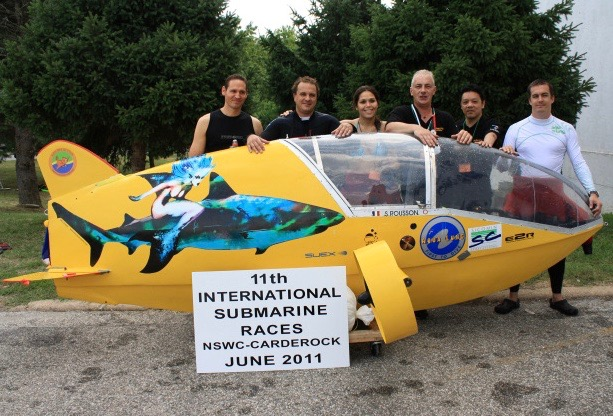
Scubster.
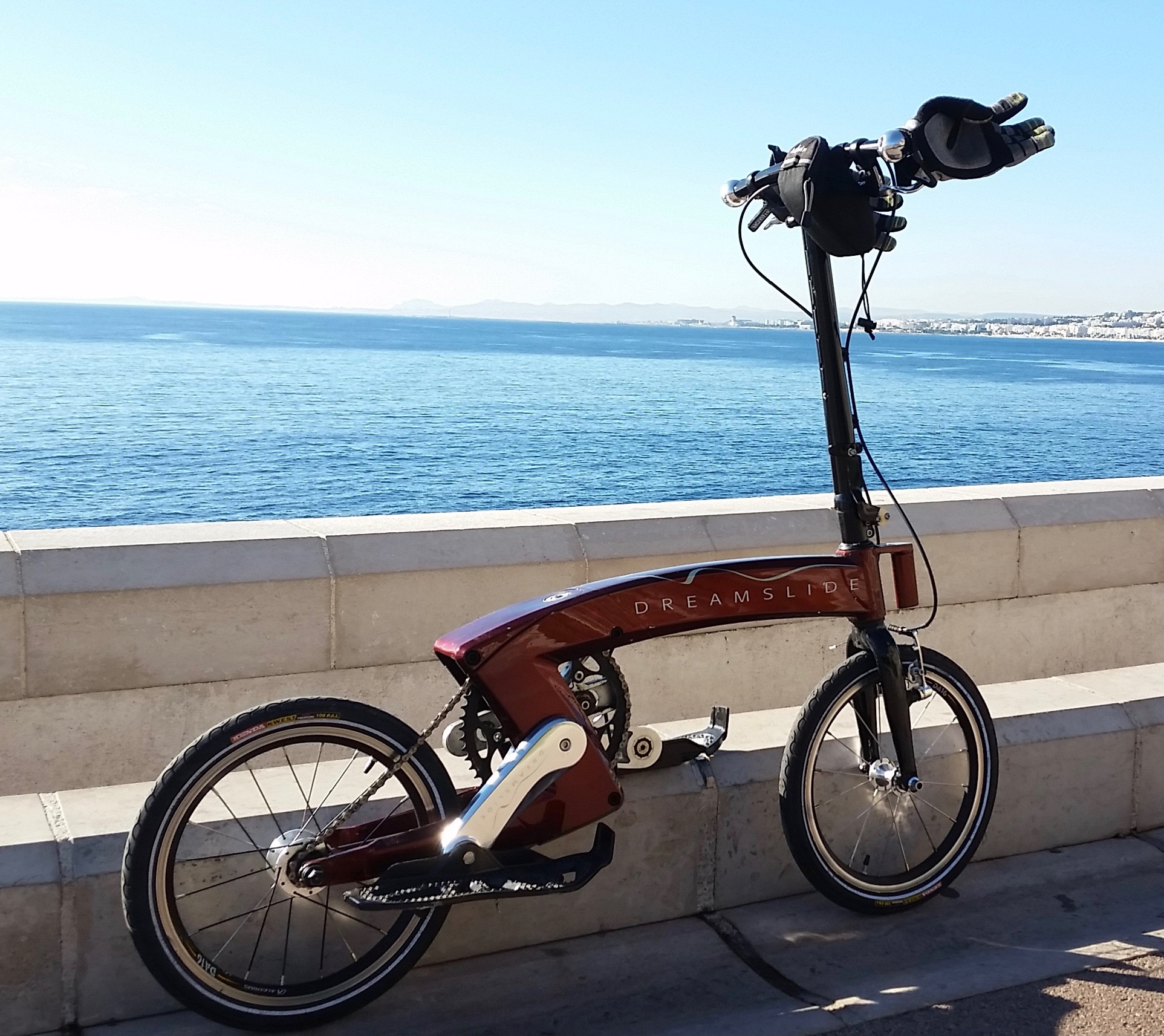
Dreamslide.
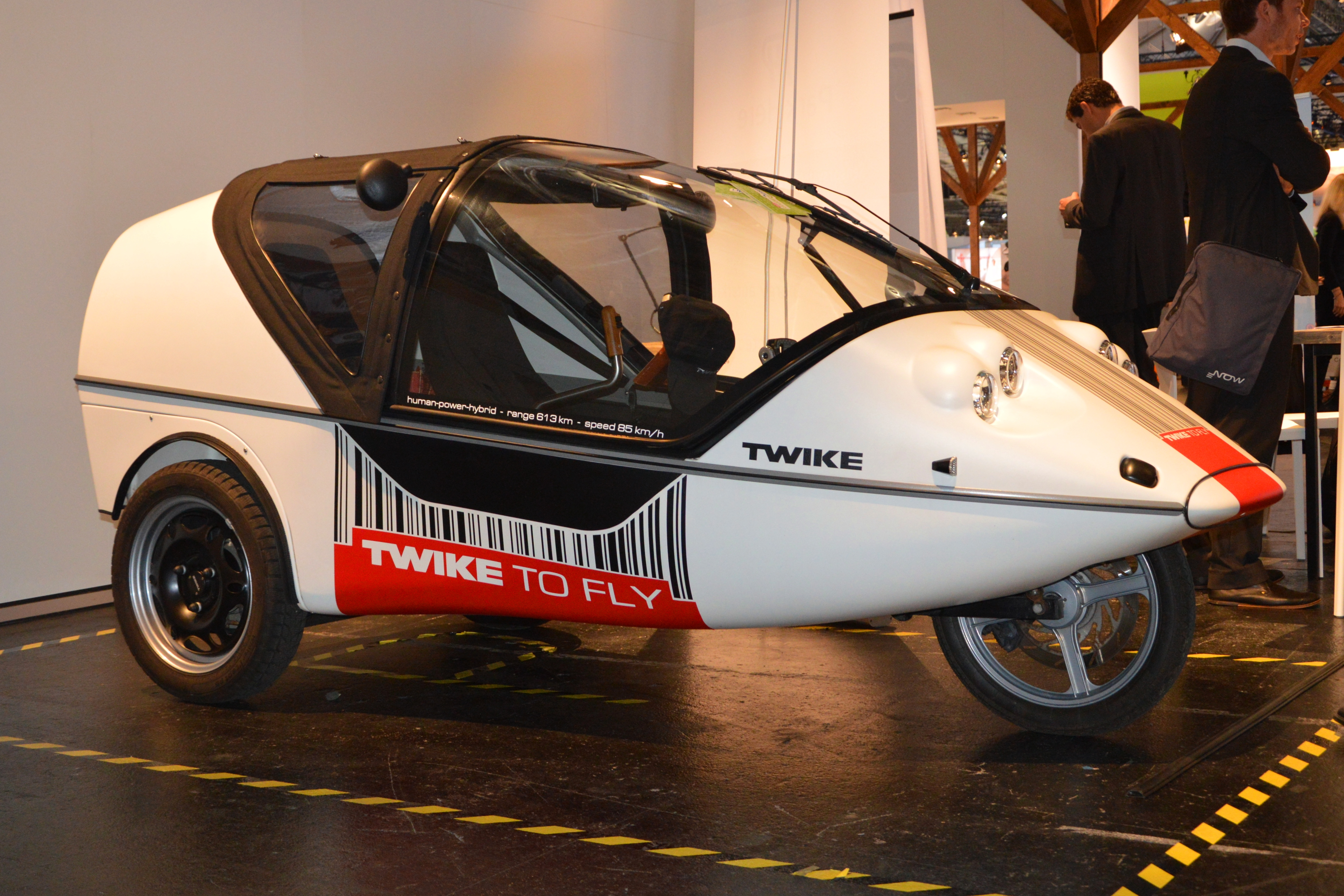
Voiture à propulsion humaine.
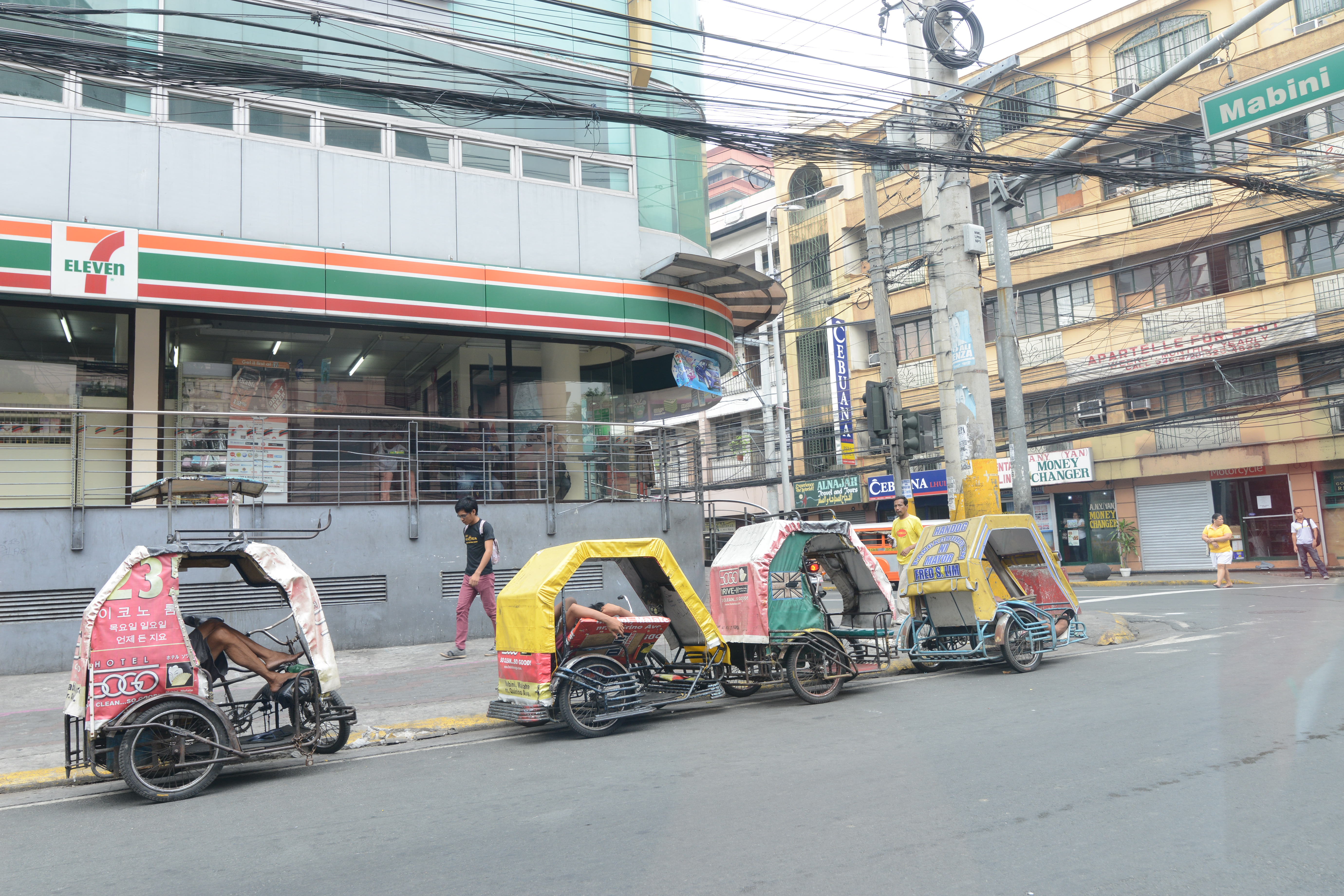
Rickshaws.
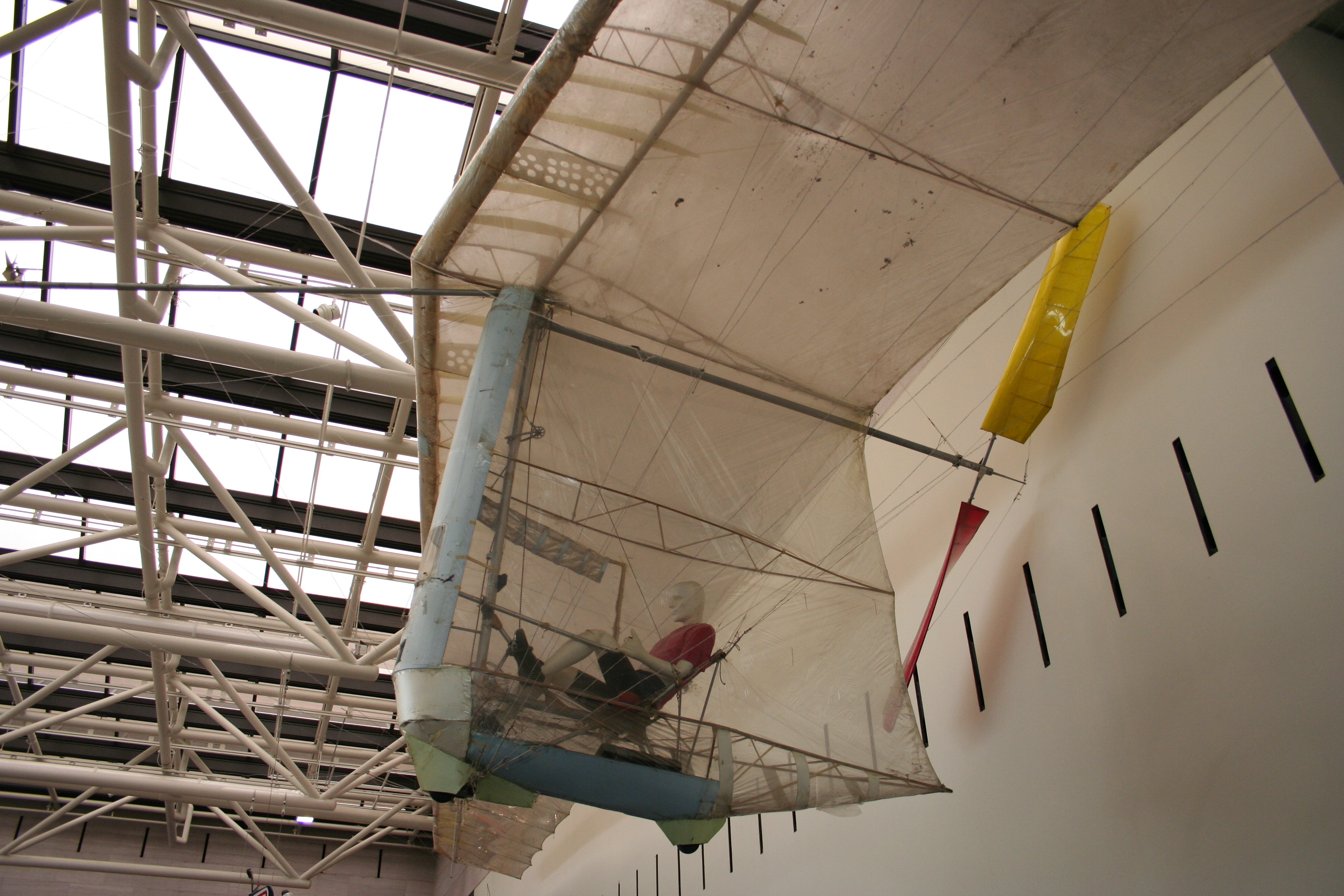
Avion à propulsion humaine.
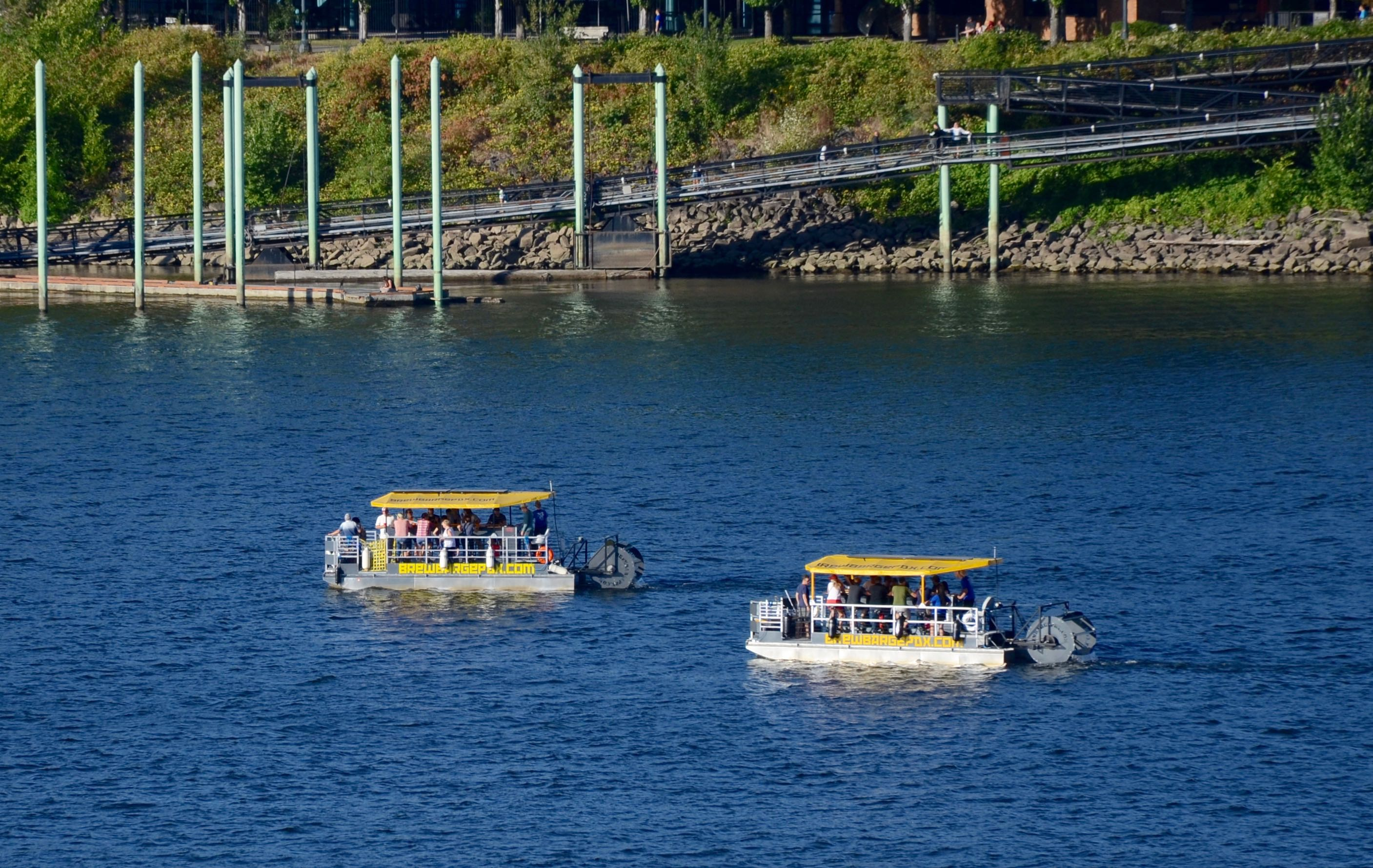
Bateau à propulsion humaine.
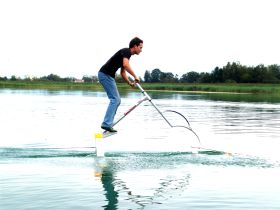
Aquaskipper.
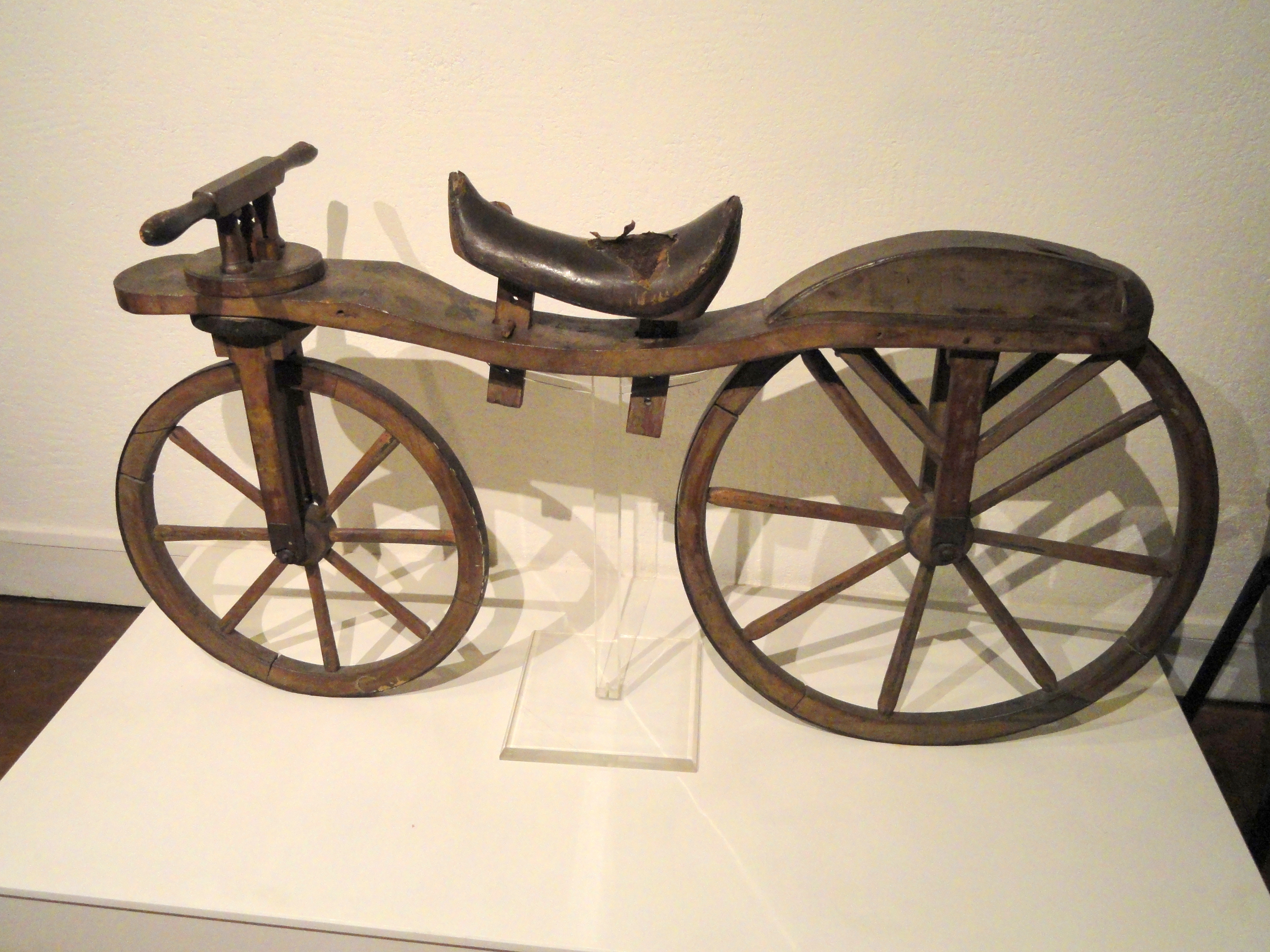
Draisienne.
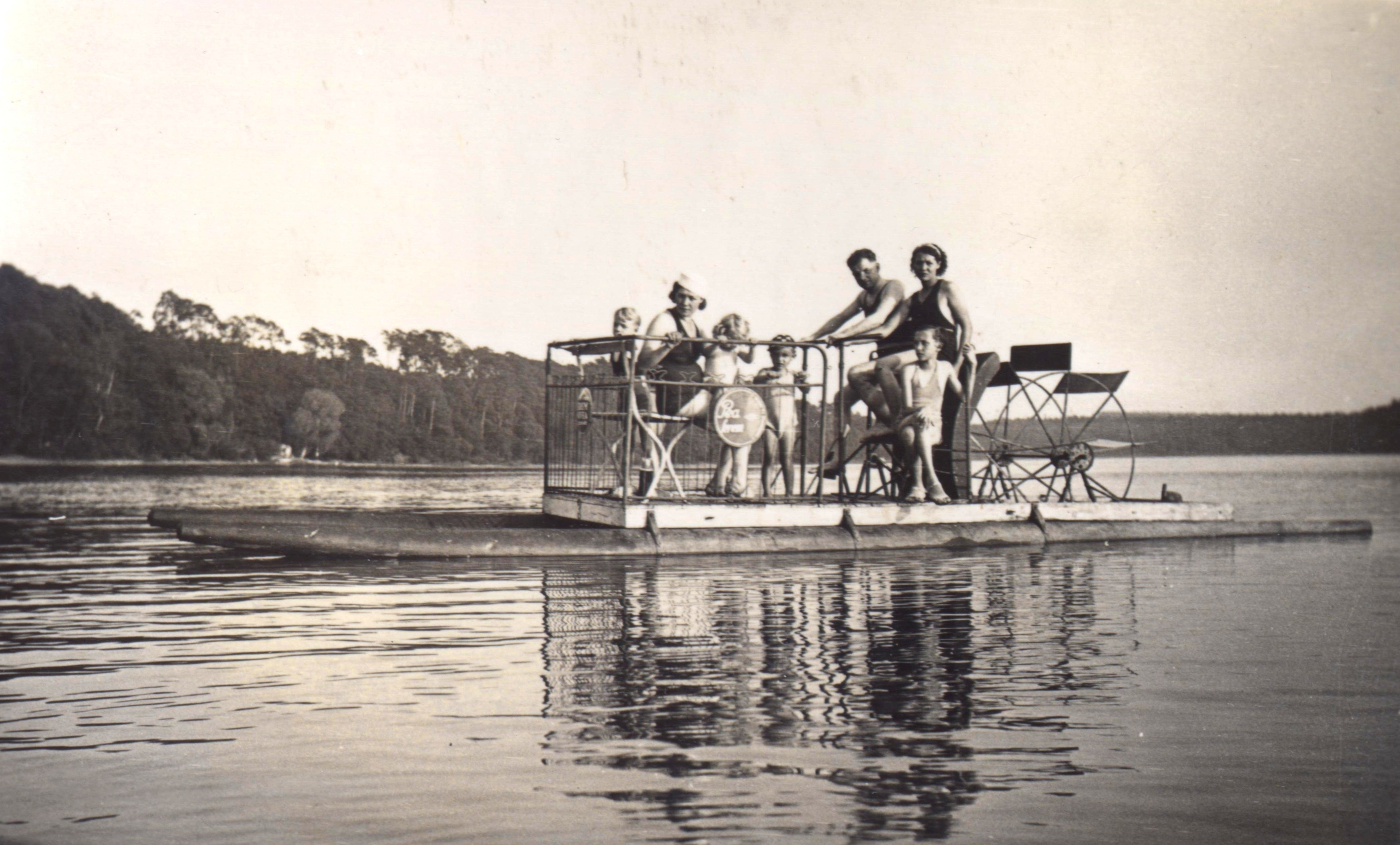
Pédalo.
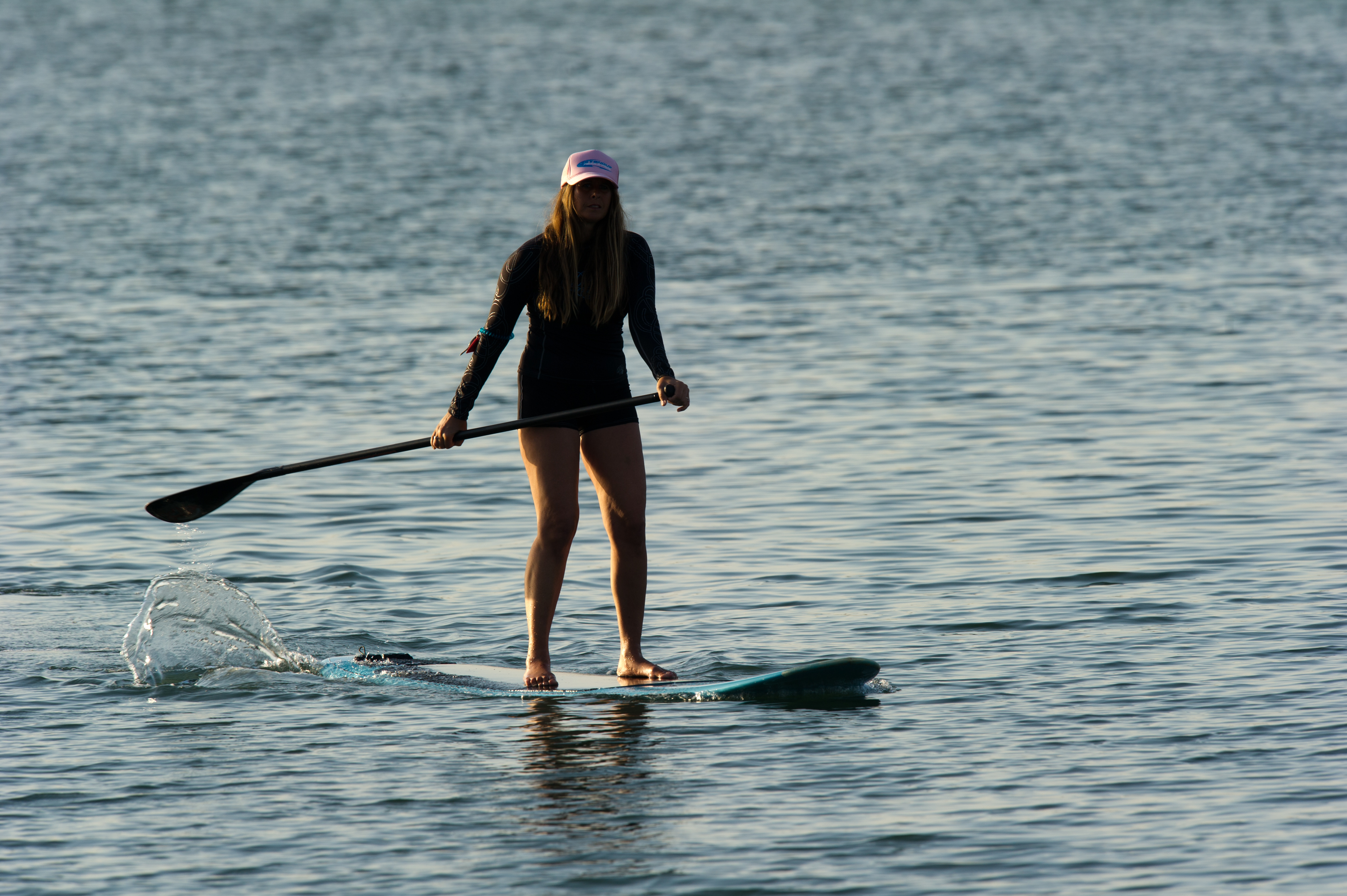
Stand up paddle.
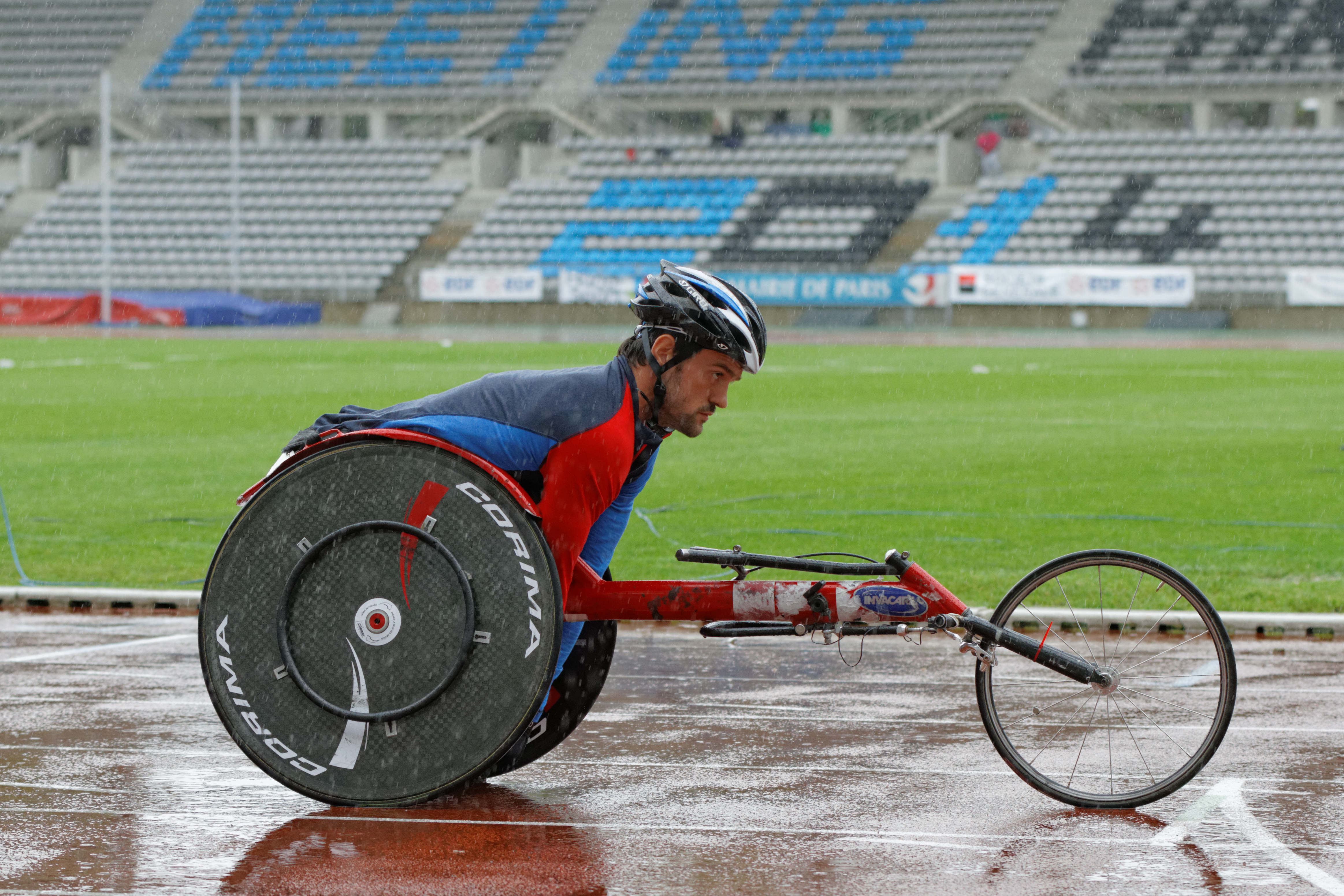
Fauteuil roulant de compétition.
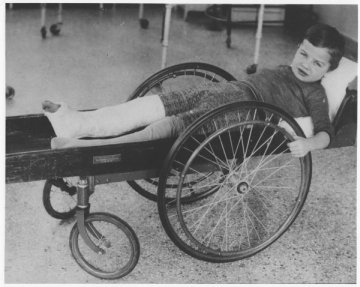
Wheel chair.
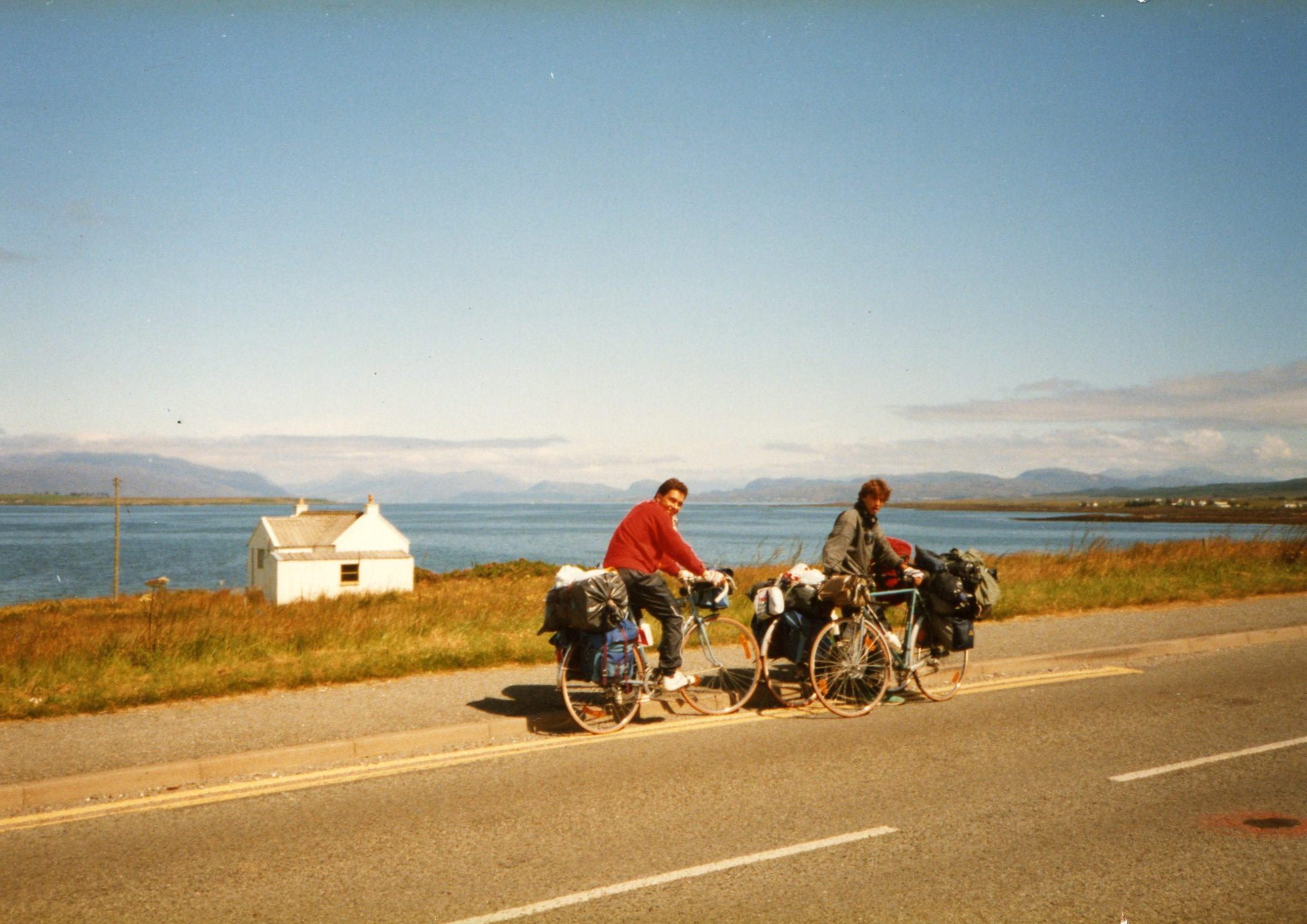
Cyclotourisme.
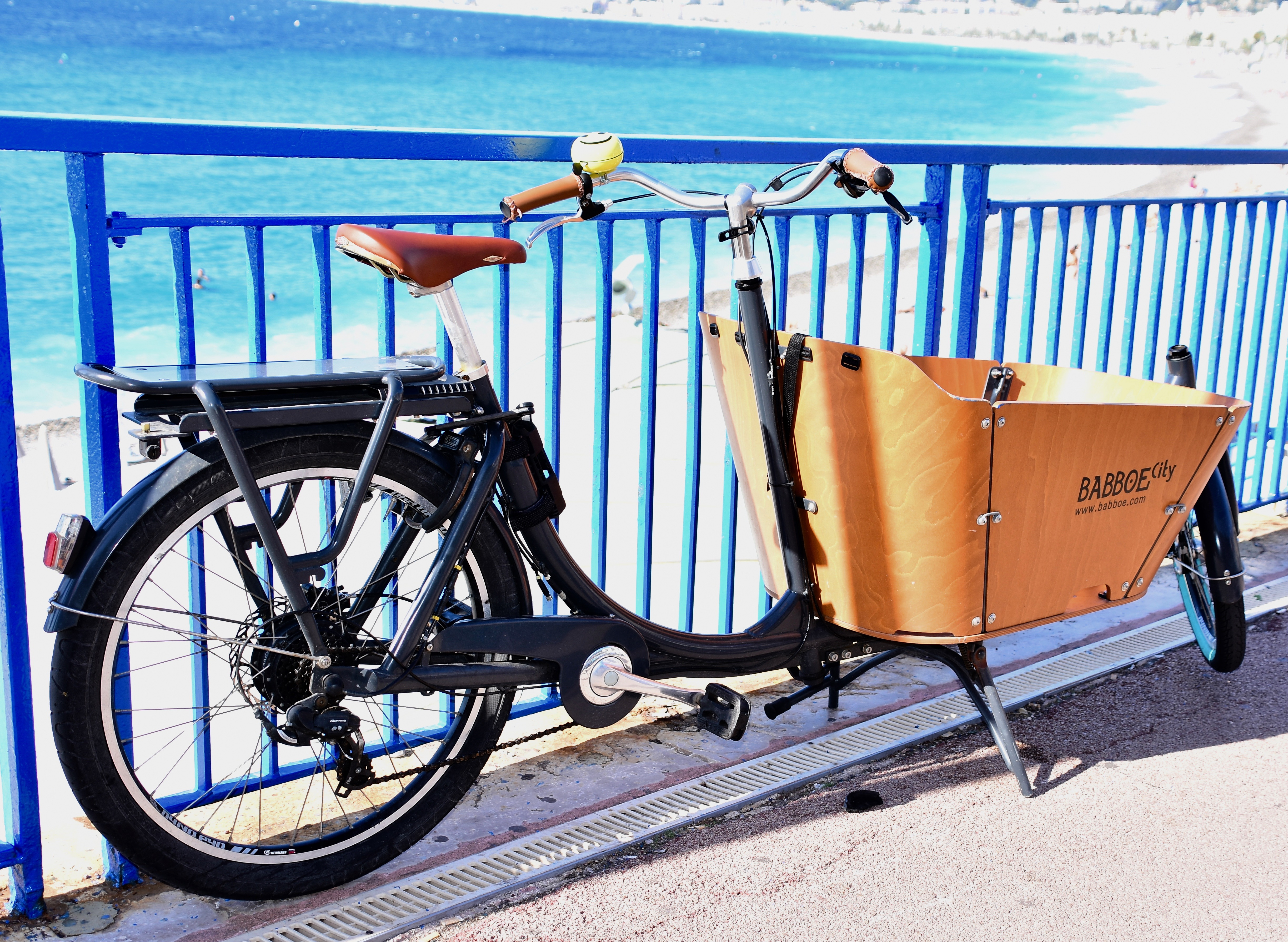
Vélo cargo.
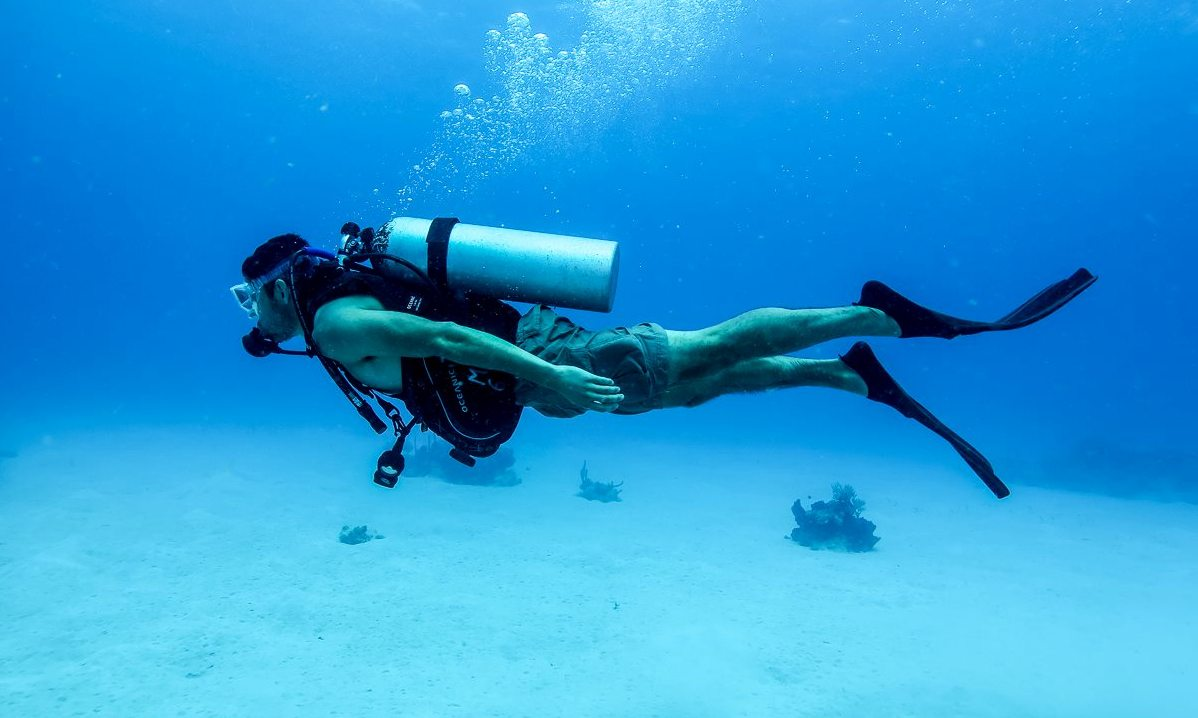
Plongée sous-marine.
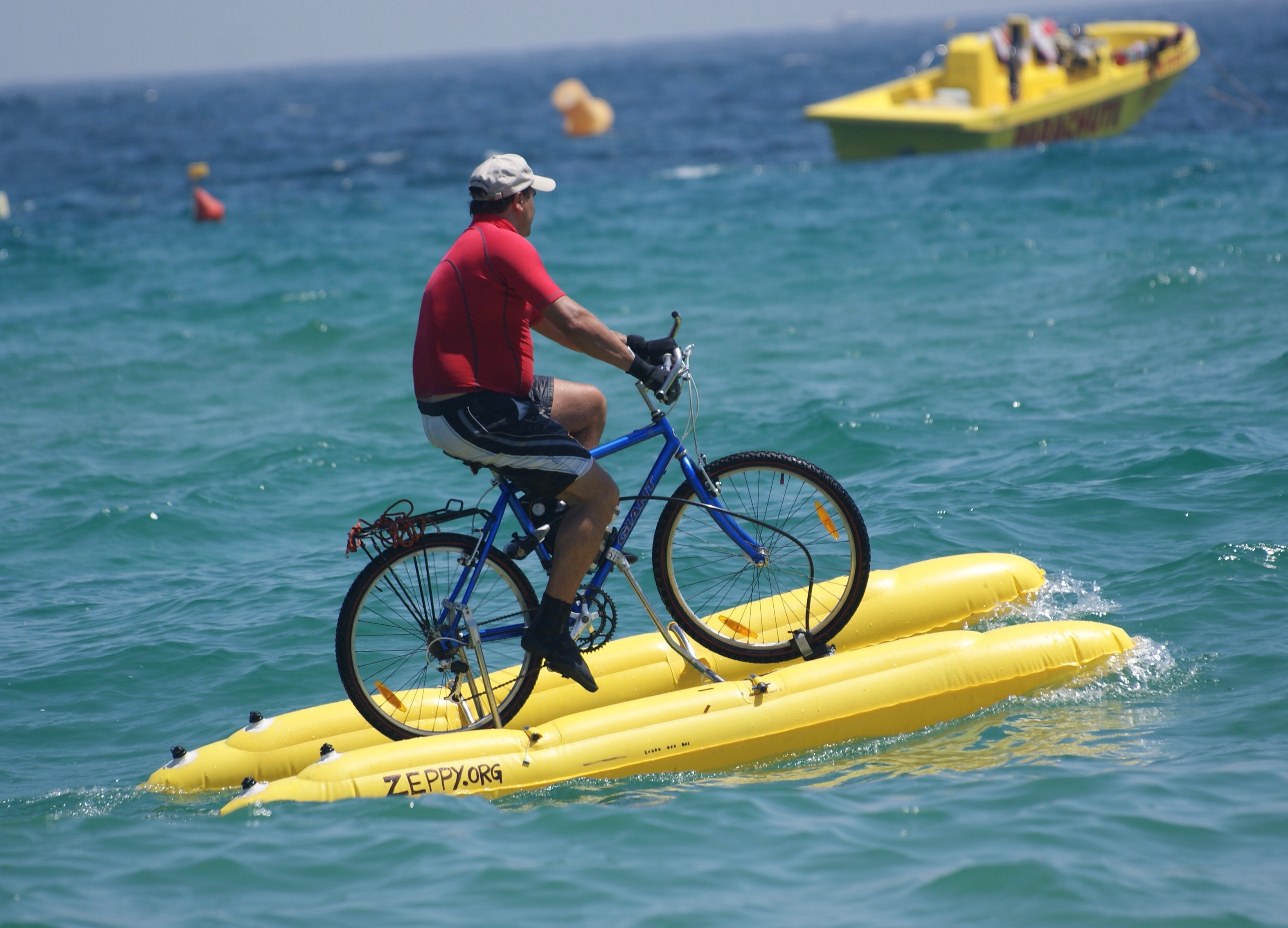
Hydrocycle schuttle bike kit.
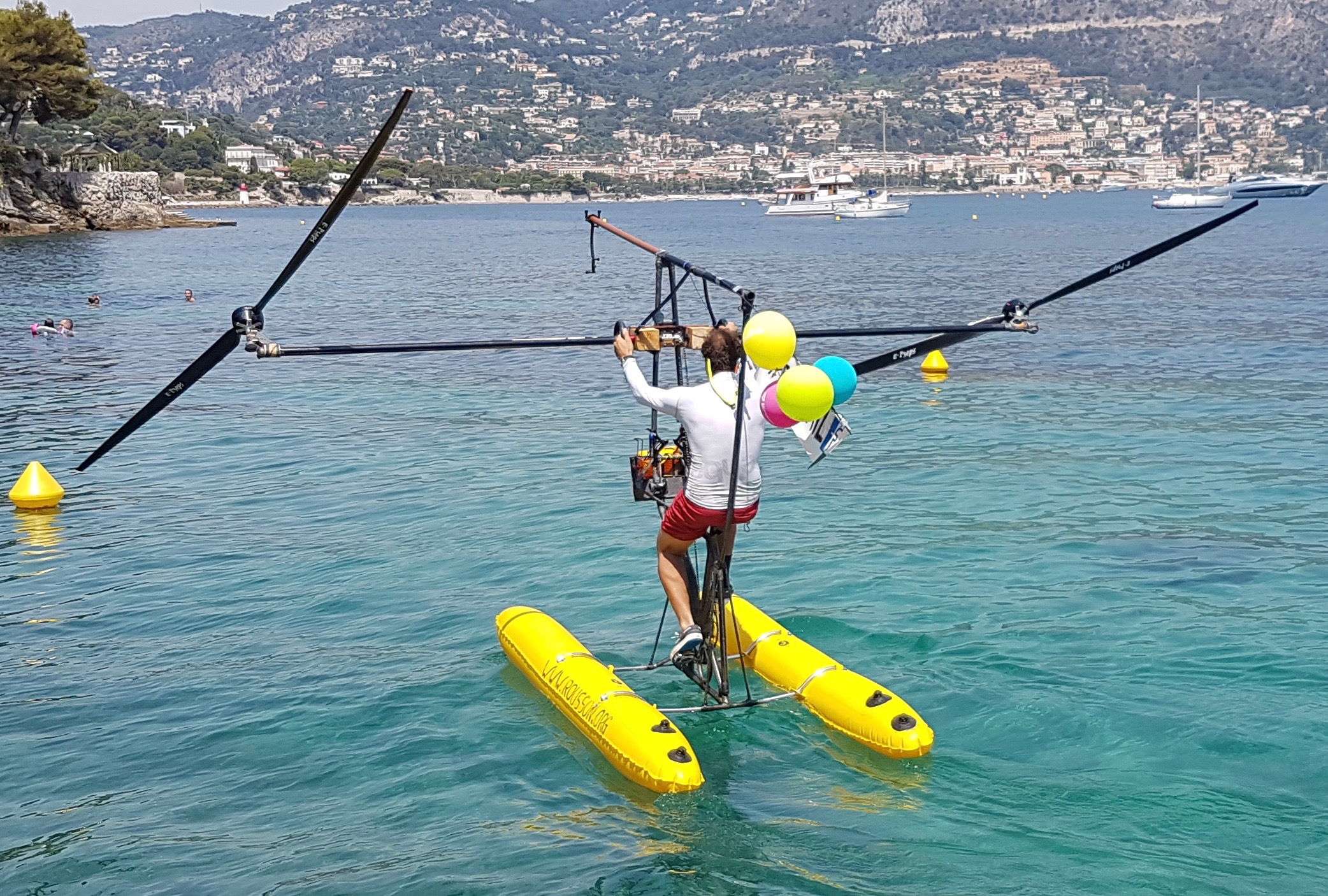
Hydrocycle à double hélice.
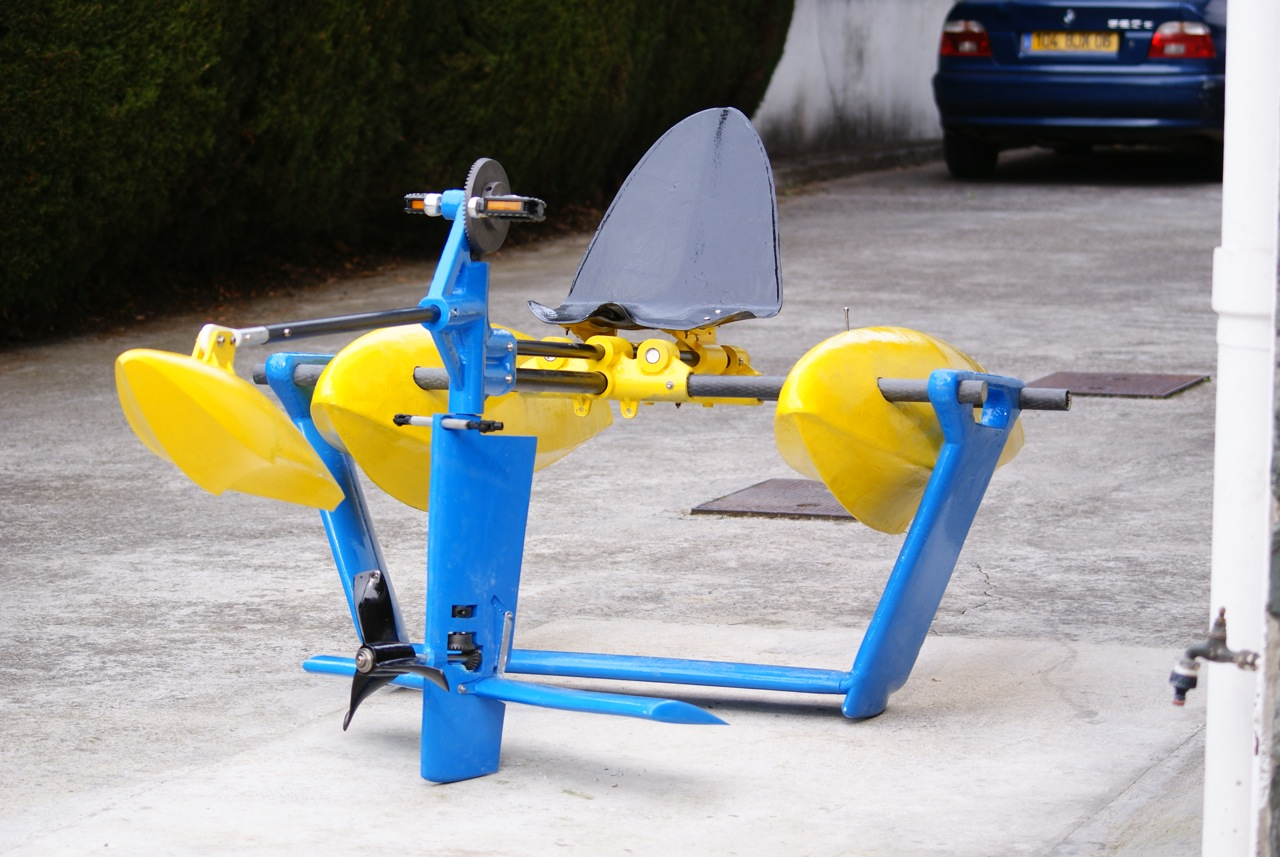
Funfoil.
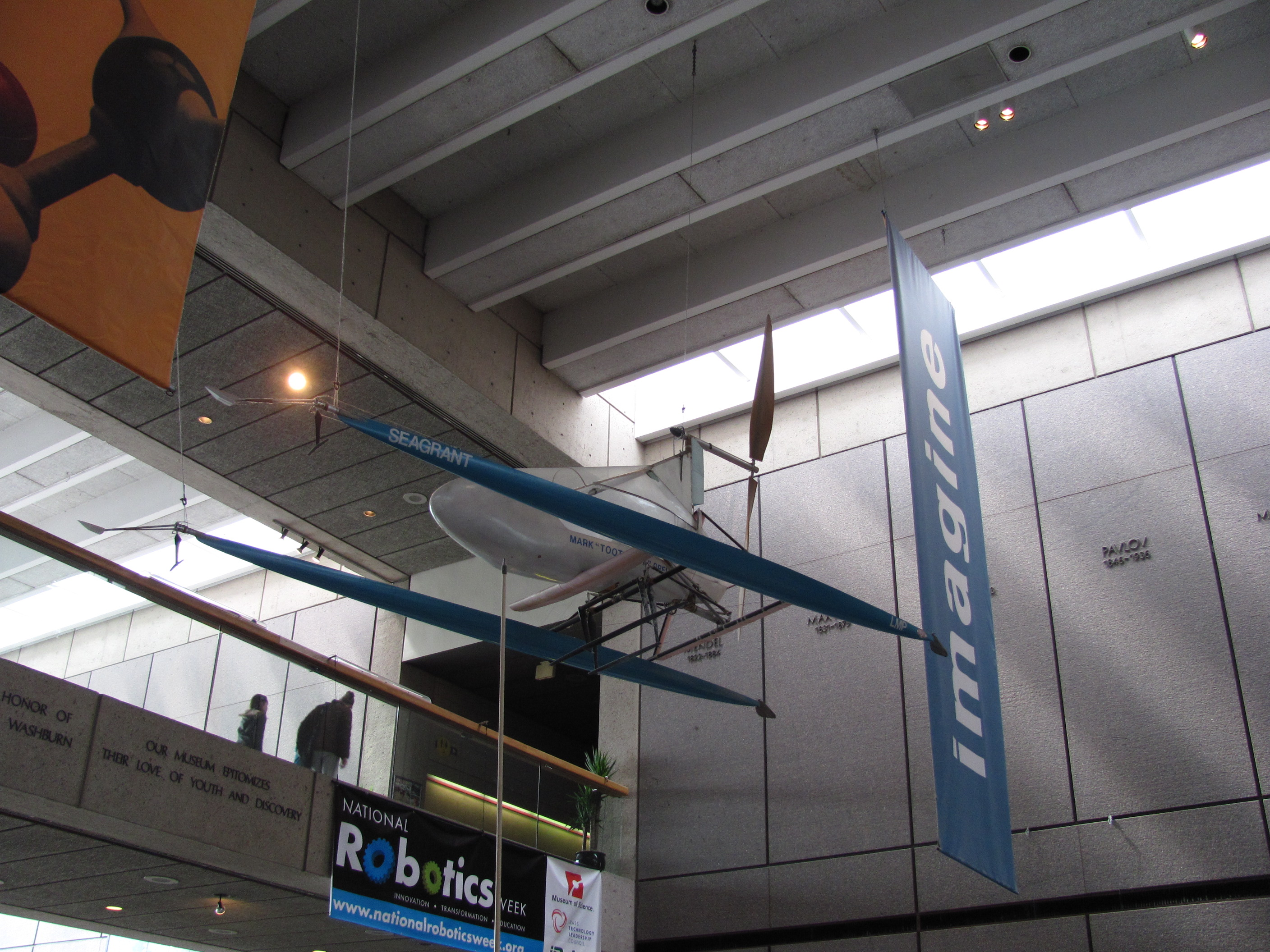
Decavitator (doté d'une hélice aérienne).
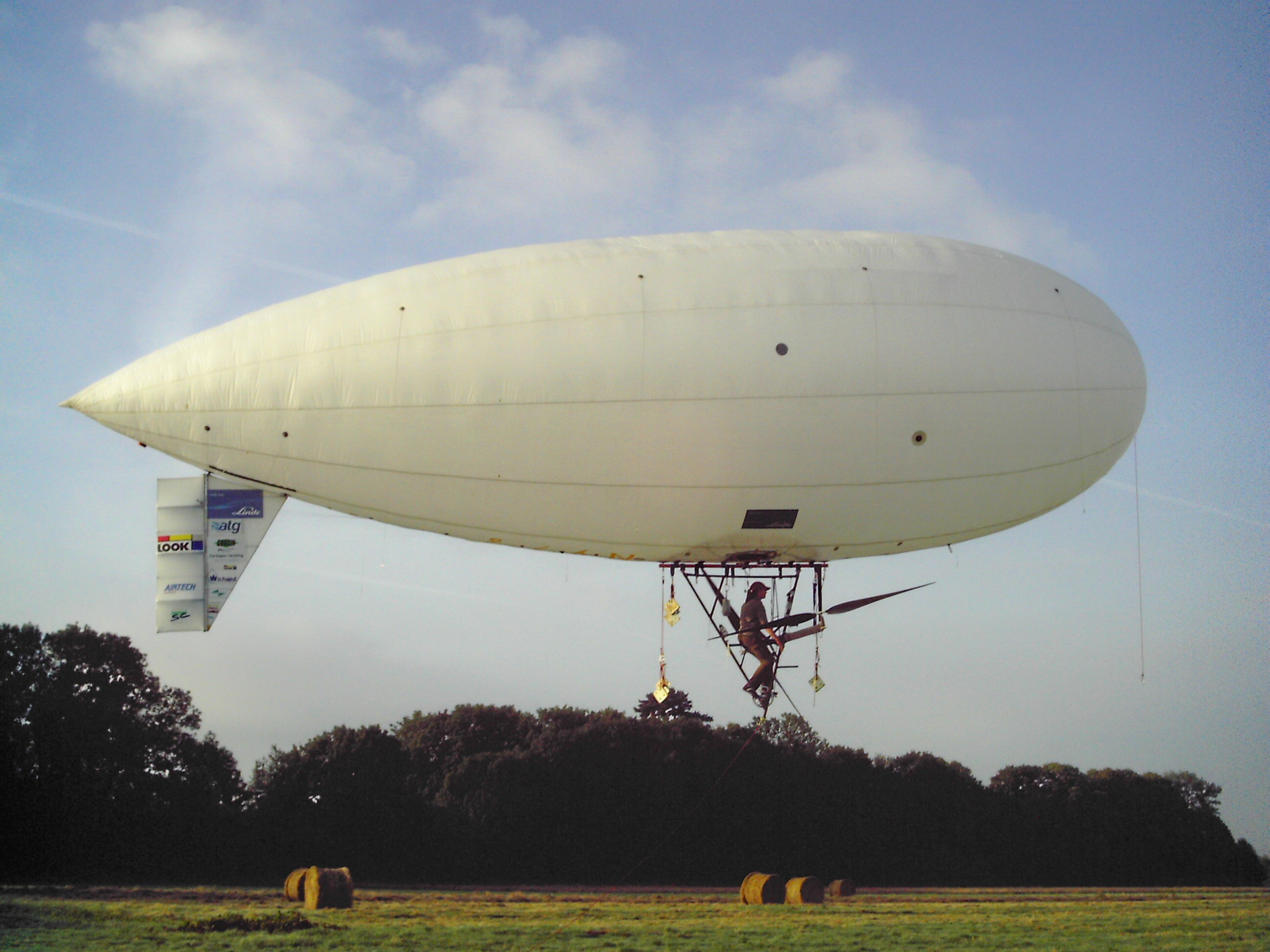
Ballon dirigeable à propulsion humaine.
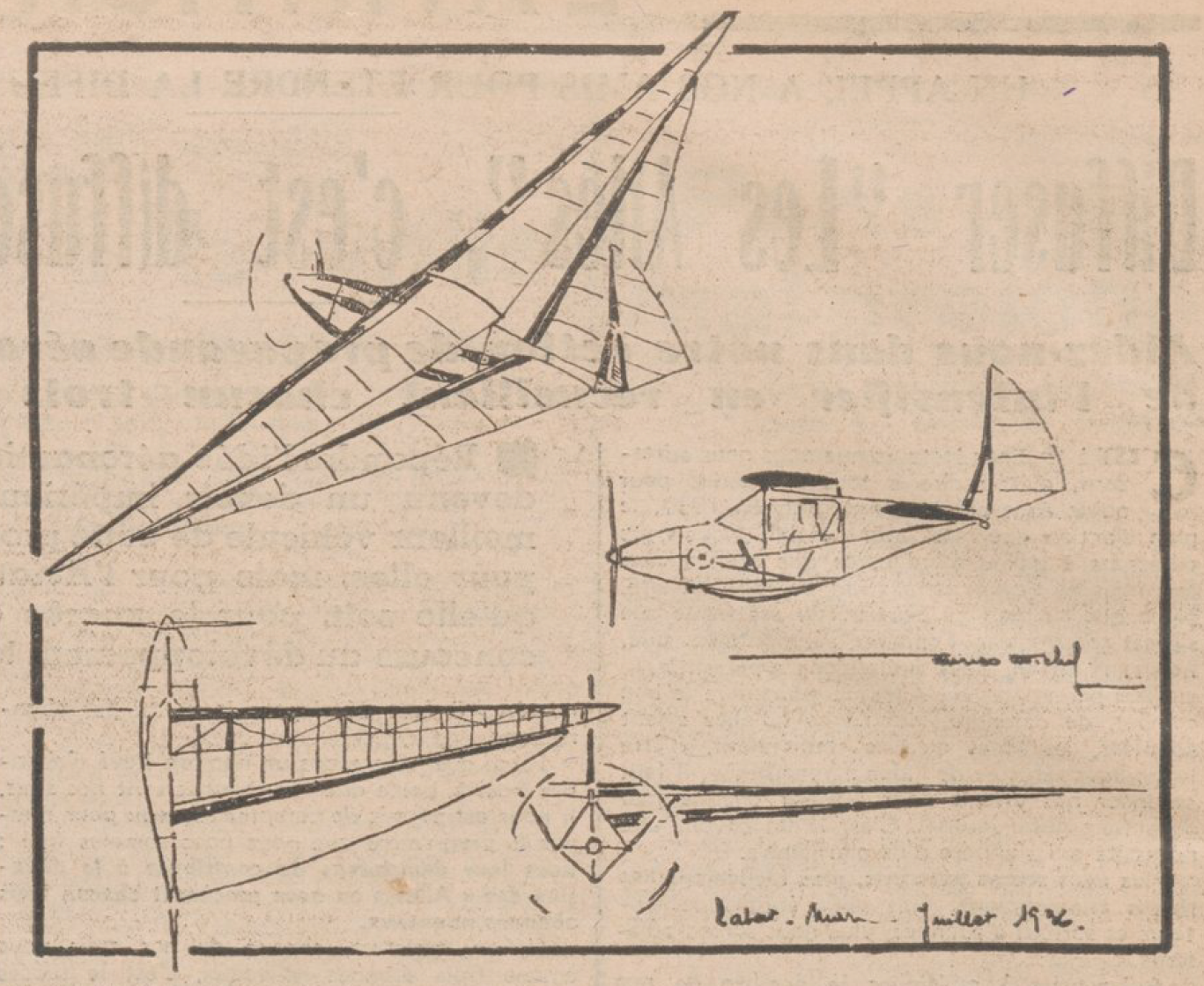
Étude réalisée par Michel Minéo en juillet 1936 concernant le vol humain, parue dans Les Ailes, no 812.